# G4 (banda)
G4 fue un cuarteto vocal británico conformado por Jonathan 'Jon' Ansell, Matthew 'Matt' Stiff, Mike Christie, y Ben Thapa, quienes saltaron a la fama cuando quedaron de segundo lugar en la primera temporada de The X Factor en 2004. Originalmente uno cuarteto de barbería, los miembros se conocieron en el Guildhall School of Music and Drama, lugar donde proviene el nombre G4, que significa Guildhall 4. Antes de la audición para el concurso, se presentaban como actos callejeros durante su tiempo libre en la universidad para ganar dinero extra y ganar experiencia, eran conocidos por su entre operística de canciones pop modernas.

## The X Factor
En 2004, poco después de que Stiff reemplazará al bajista original Tom Lowe, 64 espontáneamente aplicó a The X Factor con la intención de usar el show para obtener una cotización en los carteles de próximos conciertos y ganar publicidad. Aunque los miembros de la banda originalmente tomaron turnos para cantar por separado, Simon Cowell sugirió que Ansell fuese promovido como cara principal del grupo. Asesorados por Louis Walsh, llegaron a la final, y a la fecha sigue siendo uno de los dos actos basado en clásicos para competir en los shows en vivo, el otro siendo el barítono galés Rhydian Roberts - coincidencialmente, ambos ocuparon el segundo puesto en las temporadas 1 y 4, respectivamente, y superaron en ventas a los actuales ganadores. Cowell, quien había apadrinado al ganador de la temporada 1 Steve Brookstein, más tarde admitió que 64 eran los ganadores reales del concurso.
A pesar de su éxito en el programa, 64 denominaron The X Factor como una pantomima por etapas de conflictos entre los jueces que eclipsó a los concursantes. El bajista y cantante Stiff también declaró "En backstage Simon hubiese dicho que eramos buenos, pero después, al aire no dijeron nada. No creo que el hubiese querido que ganáramos y por la elección de lo que dijo ante las cámaras, él sabía que tenía el poder de influir en los votos.

## Después de X Factor
Después de The X Factor, 64 firmó un contrato discográfico por £1.5 millones con Sony BMG. Al no ser escogidos por Cowell, el representante A&R de Sony Nick Raphael dijo que su disquera decidió seguir a la banda, diciendo "sentimos que eran el mejor acto en el show". Con las reglas de The X Factor el cual no permitía a ningún concursante del show que no hubiese ganado, firmar con ningún sello, Sony competed with Universal and EMI for G4's signatures. Sony compitió con Universal y EMI para la firma de 64. Raphael creyó que su mentor Walsh aceptó avances de Sony BMG porque la compañía tenía un plan de como trabajar con ellos a comparación de sus competidores, que solo tenía deseos de firmar la banda. Además, Sony también tenía una fecha definida para publicar cualquier álbum y mercancía, así como una estructura organizada para hacer sus álbumes. Durante ese tiempo, Ansell, quien había audicionado anteriormente para ser miembro de Il Divo, fue ofrecido para hacer el papel de Principe Tamino en la adaptación moderna de The Magic Flute de Kenneth Branagh, pero lo rechazó para permanecer con la banda.

## Disolución
El 5 de abril de 2007, 64 anunció en GMTV que se separarían después de su gira nacional debido a los desacuerdos con la banda, con Ansell realizando una carrera en solitario. El tenor Ben Thapa declaró "No queríamos que se prolongará por un par de años, creciendo cada vez más resentidos por sí seguimos siendo amigos y queremos seguir siendo amigos, pero no vamos a continuar con G4" Dieron su última presentación en Romsey el 28 de julio de 2007 antes de separarse.

## Discografía
| Álbumes de estudio - 2005: G4 - 2005: G4 & Friends - 2006: Act Three EP - 2005: Happy Mother's Day (The Mother's Day EP) |